# Riedsend
Riedsend ist ein Gemeindeteil der Gemeinde Villenbach im schwäbischen Landkreis Dillingen an der Donau.

## Geschichte

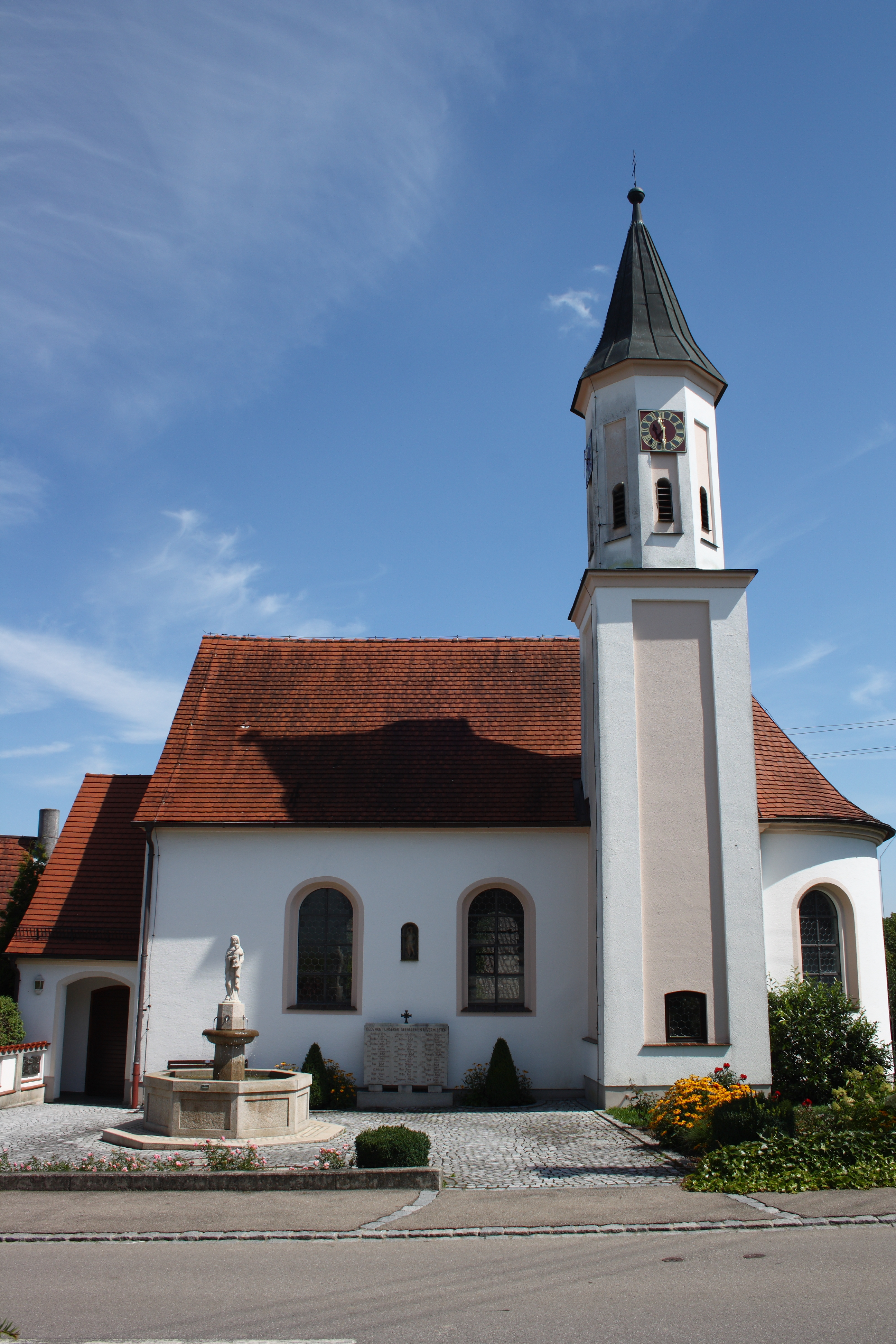
Filialkirche St. Katharina

Riedsend wurde 1293 erstmals urkundlich erwähnt. Der Ortsname bezieht sich auf die Lage am Ende des sich zwischen Sontheim und Riedsend hinaufziehende „Korspacher- oder Klayspacher-Riedt“. Die Ortsherrschaft und das Niedergericht übte das Hochstift Augsburg aus. Riedsend gehörte zum Rentamt Dillingen und seit 1789 zum Pflegamt Weisingen. Das Hochgericht war der vorderösterreichische Markgrafschaft Burgau vorbehalten. Nach der Säkularisation fiel der Ort an Bayern und wurde dem Landgericht Dillingen unterstellt. Das Dorf Riedsend bildete ohne weitere Ortsteile eine selbstständige Gemeinde im Landkreis Dillingen an der Donau. Beim Abschluss der Gebietsreform in Bayern wurde die Gemeinde Riedsend am 1. Mai 1978 in die Gemeinde Villenbach eingegliedert.

## Wappen
Die ehemalige Gemeinde führte ein Wappen mit folgender Beschreibung: „In Rot eine silberne Seitenspitze, darüber zwei goldene Dotterblumen, darunter eine solche.“

## Pfarrei
Die römisch-katholischen Bewohner von Riedsend gehören zur Pfarrei St. Michael in Wengen (ebenfalls Ortsteil von Villenbach).

## Baudenkmäler
Einziges Baudenkmal im Dorf ist die Filialkirche St. Katharina und Sebastian.